# Spookies
Spookies este un film american independent de groază din 1986 regizat de Brendan Faulkner și Thomas Doran. Rolurile principale au fost interpretate de actorii Peter Dain, Peter Iasillo și Joan Ellen Delaney.

## Prezentare
Filmul urmărește povestea unui copil pierdut și a unui grup de adolescenți petrecăreți care găsesc un conac abandonat în care vor fi prinși înăuntru de un vrăjitor. Acesta încearcă să sacrifice grupul de tineri cu intenția de a le folosi vitalitatea pentru a-și menține soția în viață. În conac se află și alte creaturi malefice: zombi, vampiri și demoni.

## Producție
Filmările au începutul la sfârșitul verii 1984 sub denumirea Twisted Souls.  

## Primire
A avut o lansare cinematografică limitată. 